# Lucaogou (sockenhuvudort i Kina, Xinjiang Uygur Zizhiqu, lat 43,87, long 87,78)
Lucaogou är en sockenhuvudort i Kina. Den ligger i den autonoma regionen Xinjiang, i den nordvästra delen av landet, omkring 18 kilometer nordost om regionhuvudstaden Ürümqi. Antalet invånare är 14 093. Befolkningen består av 6 391 kvinnor och 7 702 män. Barn under 15 år utgör 16,0 %, vuxna 15-64 år 74 %, och äldre över 65 år 9,0 %.
Runt Lucaogou är det ganska glesbefolkat, med 47 invånare per kvadratkilometer. Närmaste större samhälle är Ürümqi, 16,4 km väster om Lucaogou. Trakten runt Lucaogou består i huvudsak av gräsmarker.
Genomsnittlig årsnederbörd är 314 millimeter. Den regnigaste månaden är april, med i genomsnitt 46 mm nederbörd, och den torraste är januari, med 10 mm nederbörd.